# 초장동 (진주시)
초장동(草長洞)은 대한민국 경상남도 진주시의 동이다. 넓이는 12.27km2이고, 인구는 2017년 1월 24일을 기준으로 7,335세대 22,983명이다.

## 개요
초장동은 1997년 7월 1일 초전동사무소와 장재동사무소가 통합되면서 초장동 사무소로 개칭되어 법정동인 초전, 장재, 하촌동을 관할하고 있다.

## 행정 구역
- 초전동

초전동은 2010년대를 기점으로 아파트 단지가 많이 들어서고 있다. 금산교 부근에 경상남도서부청사가 있다. 동내부를 가로지르는 초복로를 중심으로 서쪽은 아파트 단지, 동쪽은 원룸 및 상업지구가 형성되어 있다.
- 장재동

낮은 층의 주택이 많이 있으며,견불사가 있다.
- 하촌동

논과 밭이 많다.

## 교육
- 금성초등학교
- 선학초등학교
- 초전초등학교
- 장재초등학교
- 진주동명중학교
- 진주동명고등학교
- 명신고등학교
- 경남예술고등학교
- 경남자동차고등학교

## 행정
- 경남도청서부청사

## 주거

### 아파트
- 포스코이앤씨 더샵진주피에르테 : 2025년 1월 입주
- 현대엔지니어링 힐스테이트 초전 (초전동) : 2019년 2월 입주.
- 초장이지더원 : 2018년 12월 입주
- 한진중공업 해모로 루비채 (2단지, 4단지) : 2014년 8월 입주
- 현대엔지니어링 엠코 : 2014년 6월 입주
- 대우건설 초전 푸르지오 (1단지, 2단지) : 각각 2009년 12월, 2010년 3월 입주

### 기타
기타 많은 단독 주택들